# Homosexualität in Kamerun

Geografische Lage von Kamerun

In Kamerun ist Homosexualität gesellschaftlich weitgehend tabuisiert, und homosexuelle Handlungen sind strafbar.

## Rechtliche Situation: Illegalität
Homosexuelle Handlungen sind nach Artikel 347 des Strafgesetzbuches mit fünf Jahren Höchststrafe und im Mindestmaß mit einer Geldstrafe bedroht. Es existiert kein Antidiskriminierungsgesetz in Kamerun.
Obwohl nach dem Gesetz nur Personen, die in flagranti erwischt werden, verhaftet werden dürfen, werden in der Praxis Personen, die der Homosexualität verdächtigt werden, üblicherweise in Untersuchungshaft genommen und angeklagt, bevor überhaupt nach Beweisen für homosexuelle Handlungen gesucht wird. So gab die kamerunische Menschenrechtsanwältin und Präsidentin der Association for the Defence of Homosexuals Alice Nkom in einer Auskunft an die Schweizerische Flüchtlingshilfe an, dass alle ihre Mandanten lediglich aufgrund von Verdachtsgründen festgenommen und in Untersuchungshaft gesetzt wurden. Auch Richter wenden das Gesetz falsch an, indem sie Personen wegen Homosexualität und nicht aufgrund einer homosexuellen Handlung, wie es wörtlich im Artikel 347 vorgesehen ist, verurteilen.

## Anerkennung gleichgeschlechtlicher Paare
Eine staatliche Anerkennung von gleichgeschlechtlichen Paaren besteht weder in der Form der gleichgeschlechtlichen Ehe noch in einer Eingetragenen Partnerschaft.

## Gesellschaftliche Situation
Aufgrund der Illegalität bestehen keine LGBT-Communitys in Kamerun. Homosexuelle Menschen werden dadurch in den gesellschaftlichen Untergrund gedrängt.
2009 verurteilte ein Gericht drei Männer wegen homosexueller Handlungen zu sechs Monaten Zwangsarbeit. 2007 wurde ein homosexueller Mann nach zwei Jahren ohne Prozess aus einem Gefängnis in Kamerun entlassen, nachdem sich eine US-amerikanische LGBT-Organisation für ihn eingesetzt hatte. 2006 veröffentlichte eine Zeitung in Kamerun die Namen von rund 50 landesweit prominenten Kamerunern, die angeblich homosexuell seien. Dies führte zu einer Debatte in den Medien und in der Gesellschaft Kameruns über die Rechte homosexueller Menschen im Lande. Der Journalist und LGBT-Aktivist Jean Pierre Amougou Belinga, der die Liste in der Zeitung veröffentlicht hatte, wurde für vier Monate inhaftiert, da auf der Liste auch das kamerunische Regierungsmitglied Gregoire Owona genannt wurde.
2011 veröffentlichte die Journalistin Anne Mireille Nzouankeu eine Reportage über das Leben homosexueller Menschen in Kamerun. Daraufhin erhielt sie Morddrohungen, die Zeitung musste den Artikel zurückziehen. Die Europäische Kommission zeichnete Anne Mireille Nzouankeu dafür mit dem Lorenzo-Natali-Preis aus.
Im Februar 2012 wurden drei Frauen verhaftet und angeklagt.
Am 15. Juli 2013 wurde der Journalist und Schwulen-Aktivist Eric Ohena Lembembe ermordet in seiner Wohnung aufgefunden. Lembembe, der als einer der Wortführer und sichtbarsten Aktivisten Kameruns galt sowie Co-Autor des Buches From Wrongs to Gay Rights ist, hatte erst einige Wochen davor öffentlich vor Übergriffen durch schwulenfeindliche Schlägergruppen gewarnt. Laut Human Rights Watch, mit denen er in Kamerun eng zusammenarbeitete, gibt es Hinweise darauf, dass er gefoltert wurde.
Der 2013 veröffentlichte Dokumentarfilm Born This Way beleuchtet das alltägliche Leben in der illegalen LGBT-Szene Kameruns und dokumentiert die Arbeit der Anwältin Alice Nkom.
Im Februar 2021 wurden zwei trans Frauen, eine davon eine bekannte Internet-Aktivistin, verhaftet und zu fünf Jahren Haft verurteilt.